# Cattedrale Metropolitana di Santa Maria Assunta (Fermo)
La Cattedrale Metropolitana di Santa Maria Assunta è il principale luogo di culto cattolico di Fermo, nelle Marche, Chiesa madre dell'omonima arcidiocesi metropolitana.

## Storia
La mole maestosa della Cattedrale si eleva sul margine orientale del colle del Girfalco, in un'area che presenta un'interessante stratificazione di resti architettonici risalenti all'epoca romana e all'Alto Medioevo. Durante gli scavi effettuati negli anni 1934-35 sotto il pavimento del duomo furono infatti messi in luce resti murari di età imperiale con laterizi recanti bolli dell'età di Antonino Pio, e più consistenti strutture murarie e pavimentali della basilica paleocristiana risalente al VI secolo. Quest'ultima, chiamata Santa Maria in Castello, era a tre navate divise in file di quattro colonne con presbiterio rialzato; delle decorazioni musive del pavimento rimane oggi in vista soltanto quella absidale, raffigurante due pavoni disposti ai lati di un kantharos sormontato dal chrismon, motivo dipendente dalla cultura ravennate. L'antica basilica, ampliata al tempo del vescovo Lupo (826-844), venne distrutta nel 1176 da Cristiano di Magonza, per ordine del Barbarossa.
Cinquant'anni più tardi, Federico II fece ricostruire la cattedrale, affidandone i lavori a Giorgio da Como, come indica una lapide posta sulla facciata, recante la data 1227. Dell'elegante struttura gotica rimangono oggi soltanto il prospetto, l'atrio e l'attigua torre campanaria.
Intorno al 1781, contro il volere della popolazione, l'arcivescovo Andrea Antonio Silverio Minucci fece demolire il corpo della chiesa al fine di ricostruirla, e fu completata in un lasso di tempo di circa otto anni. L'architetto Cosimo Morelli, prediletto dai papi Clemente XIV e Pio VI, fu incaricato del progetto della nuova chiesa in stile neoclassico. In seguito qualche modifica venne apportata da Luigi Paglialunga.
Nel luglio del 1962 papa Giovanni XXIII la elevò alla dignità di basilica minore.

## Descrizione

### Esterno

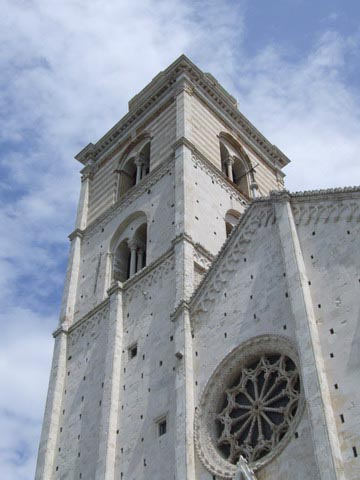
Scorcio della facciata e del campanile

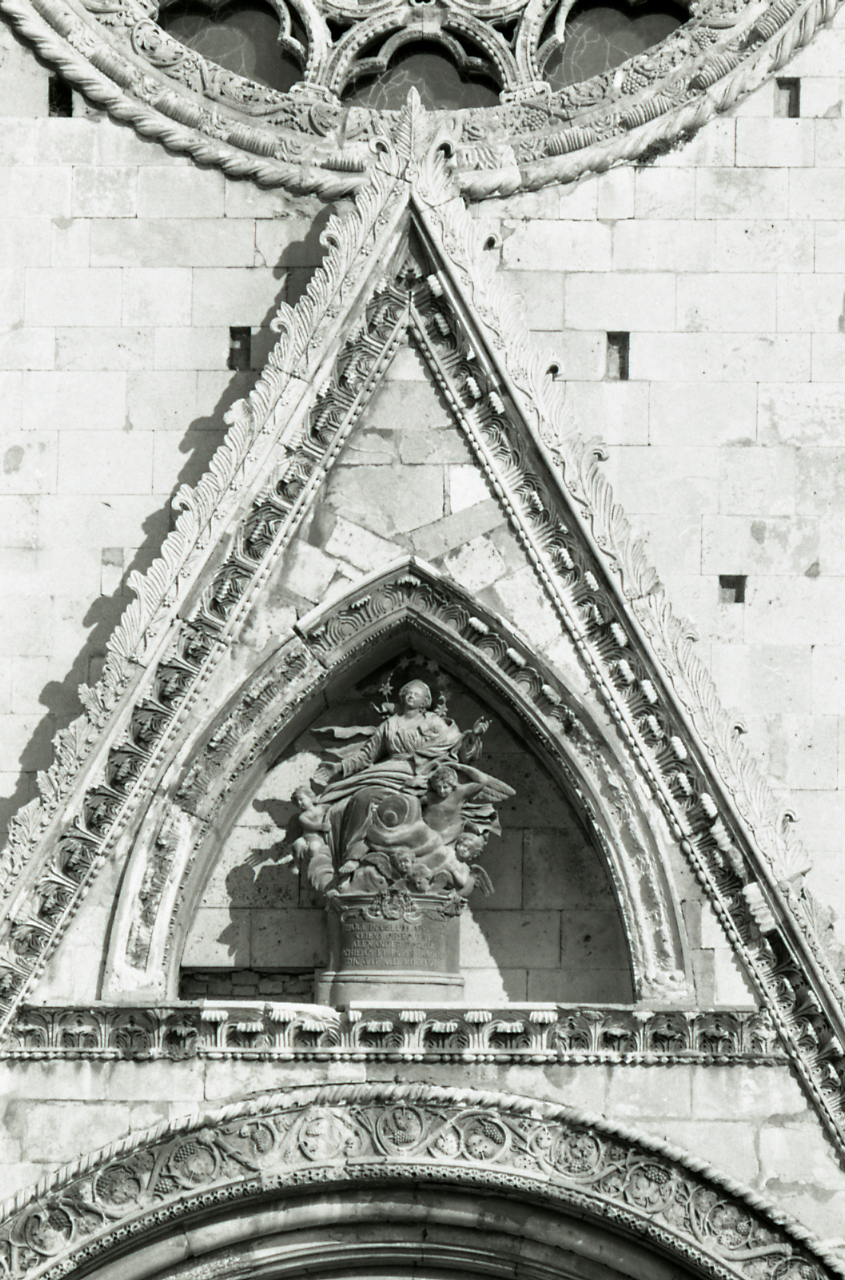
Dettaglio della facciata fotografato da Paolo Monti nel 1969

La chiesa appare come una grande costruzione a pianta a croce doppia (con due transetti) orientata secondo il classico asse est-ovest. Nella parte orientale è l'abside e nella parte occidentale il corpo più antico, romanico-gotico, realizzato in pietra d'Istria. Quest'ultimo comprende quanto resta della cattedrale gotica: la facciata, la torre campanaria e la prima campata dell'edificio, che funge oggi da nartece. Sul lato destro del corpo occidentale si apre un portale romanico-gotico con fasce decorative a fini rilievi vegetali che escono dalle fauci di un leone e una salamandra. Nella lunetta sono le tre statue di Gesù deposto, fra Maria e san Giovanni. La porta in bronzo, è opera del 1980 di Aldo Sergiacomi da Offida.

#### Facciata
La facciata della cattedrale, a capanna asimmetrica e disassata, appare scandita da sottili lesene cordonate, ed è fiancheggiata dal robusto campanile. 
Presenta al centro un elegante portale con fasci di colonne e frontespizi scolpiti con motivi, vegetali, zoomorfi o umani. Come il suo corrispondente del lato destro, i rilievi riportano motivi ricorrenti nell'iconografia cristiana, ove tralci di vite e grappoli d'uva fuoriescono dalle fauci di un drago o da un unicorno, che secondo l’esegesi biblica simboleggiano la scalata dell'uomo verso la salvezza continuamente ostacolata dal demonio.
Sull'architrave del portale è raffigurato Gesù affiancato dai dodici Apostoli. Il portale è iscritto in una più tarda ghimberga attribuita a Nunzio Ucinelli, al centro della quale, una nicchia ogivale, si trova il gruppo bronzeo dell'Assunta portata in cielo dagli Angeli, opera del 1758.
In asse col portale, sovrasta il grande rosone opera del 1348 dello scultore fermano Giacomo Palmieri. È caratterizzato da dodici colonnine decorate con motivi, ora tortili ora a spina di pesce, terminanti in una serie di eleganti archi trilobati contrapposti.

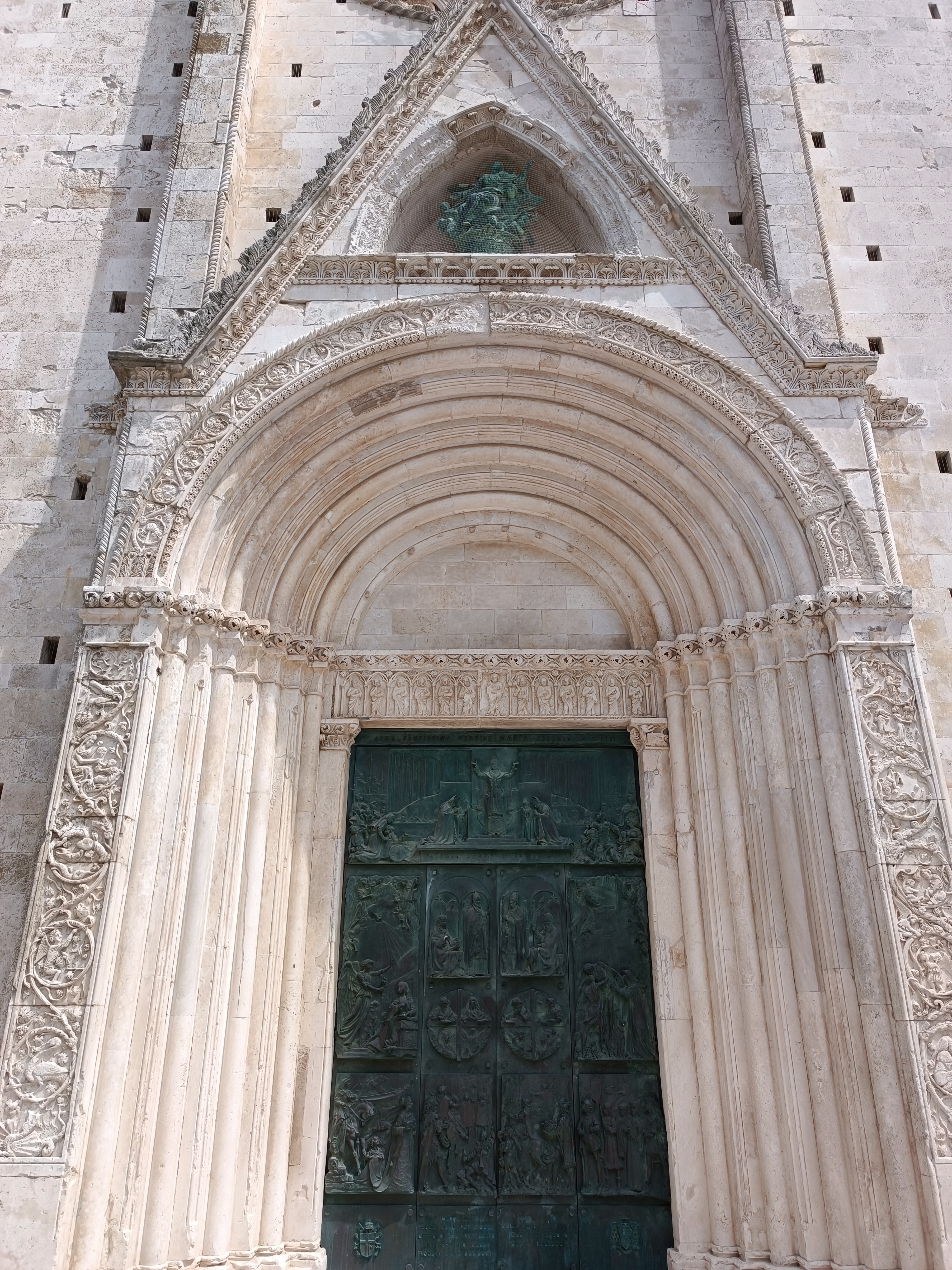
Il portale principale
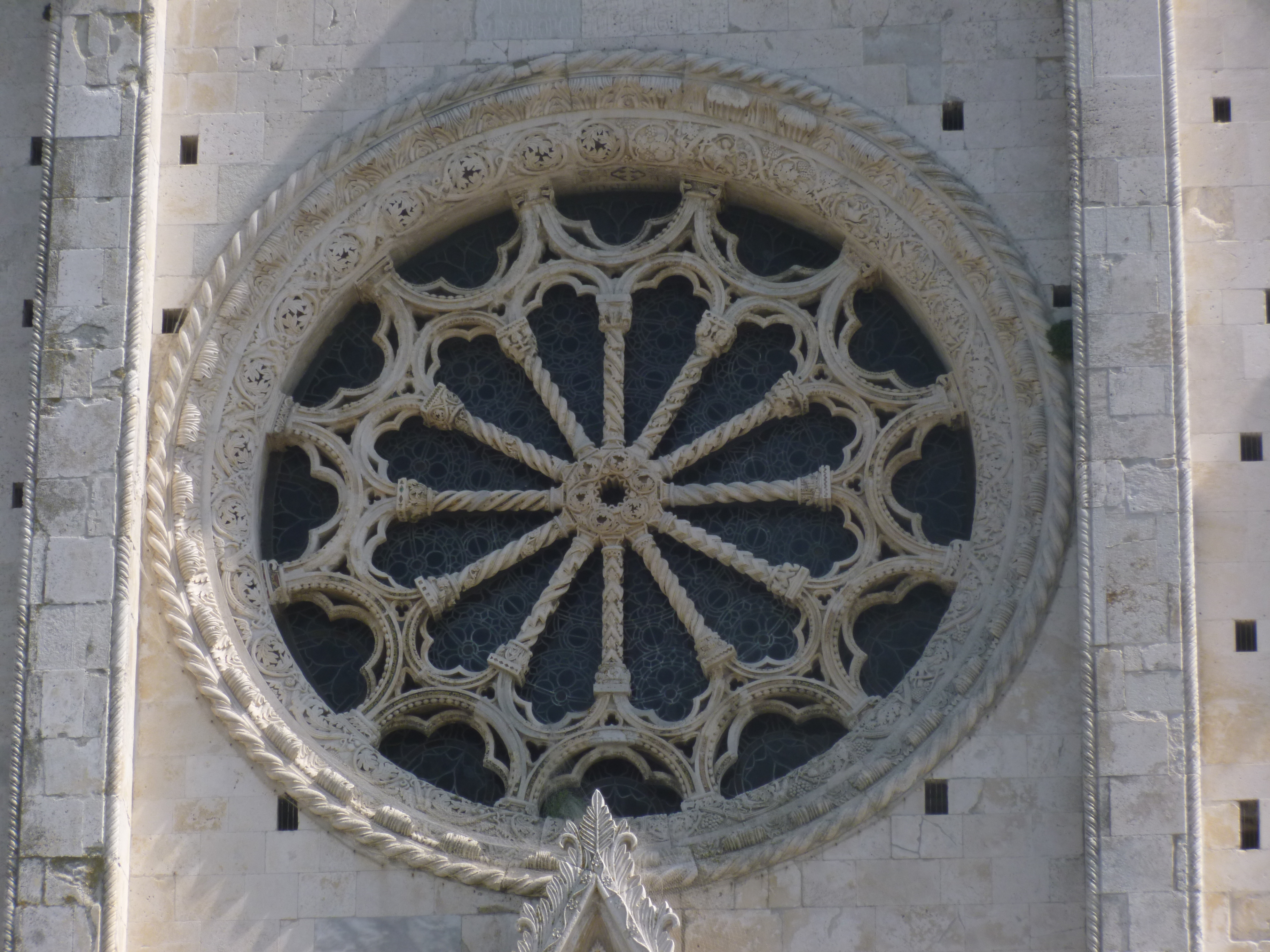
Il rosone del 1348
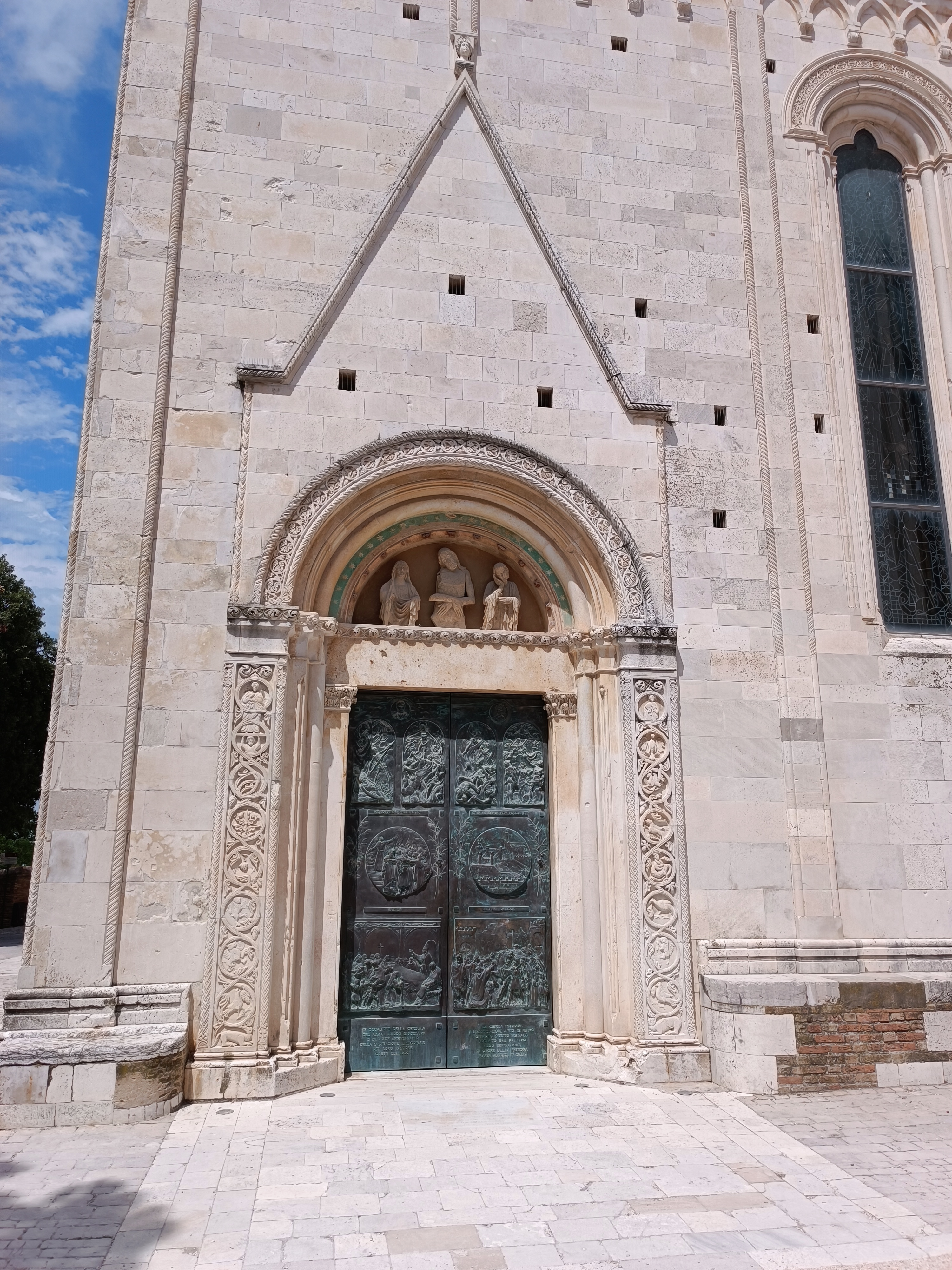
Il portale laterale

#### Campanile
Il lato sinistro è occupato dalla torre campanaria, alta 47 metri, dalla base quadrata con copertura ottagonale e aperta da due ordini di bifore. L'inserimento del campanile in corrispondenza della navata laterale ha forse determinato la caratteristica asimmetria della facciata, il cui culmine non corrisponde all'asse centrale lungo il quale s'iscrivono il portale e il rosone.
Le campane più antiche erano in ferro fin dal sec. VIII; si fusero in bronzo (rame e stagno in rapporto 4:1) con aggiunta di antimonio e piombo per rinforzare il suono. La loro benedizione era molto solenne e piena di segni, chiamata anche battesimo, in quanto simboleggiavano la voce di Dio. Sulla torre del duomo attualmente ci sono cinque campane, intonate per fare un concerto; sul tetto della cattedrale, troneggia dal 1423 la scultura di un gallo.

### Interno

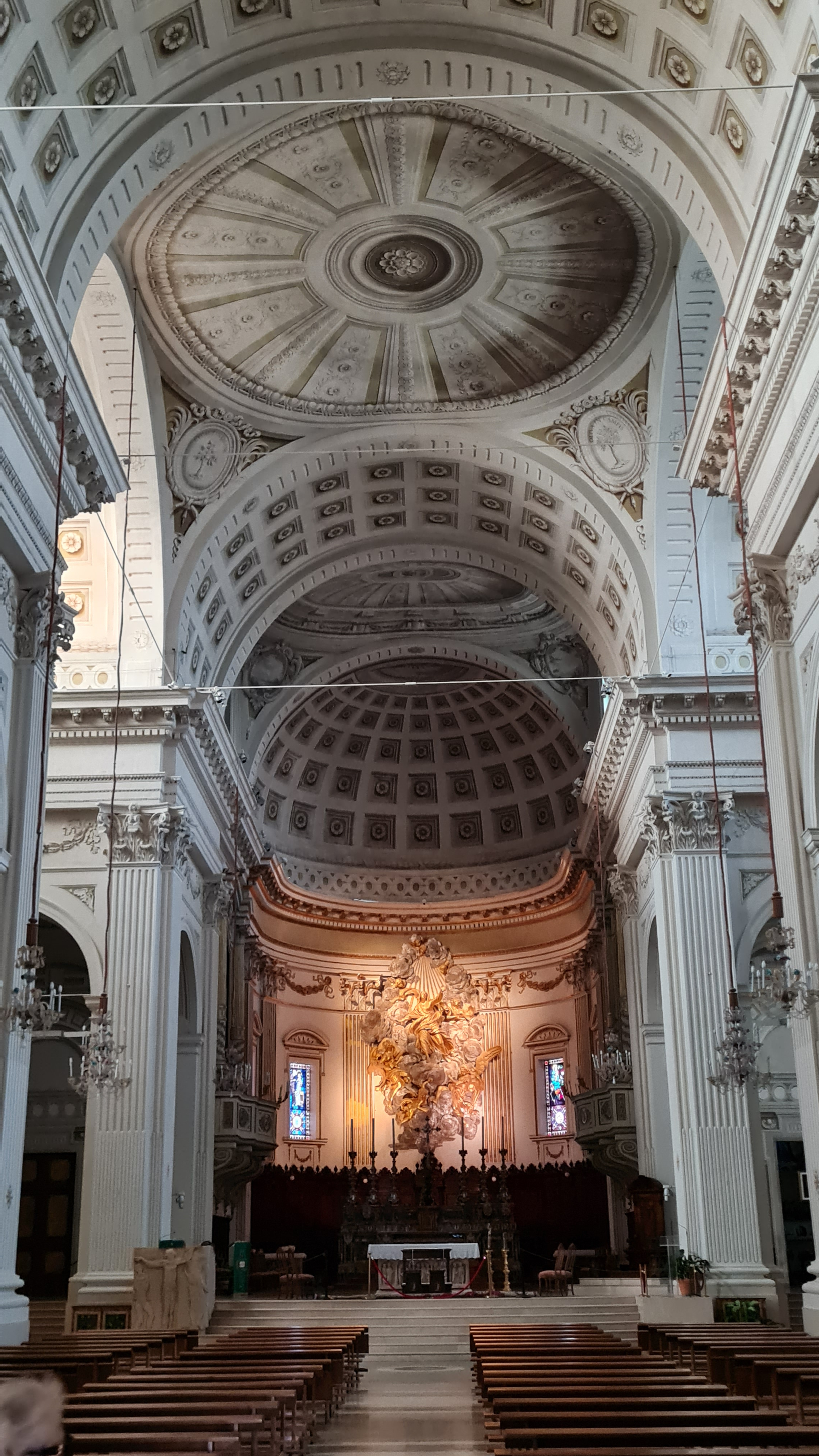
La navata centrale

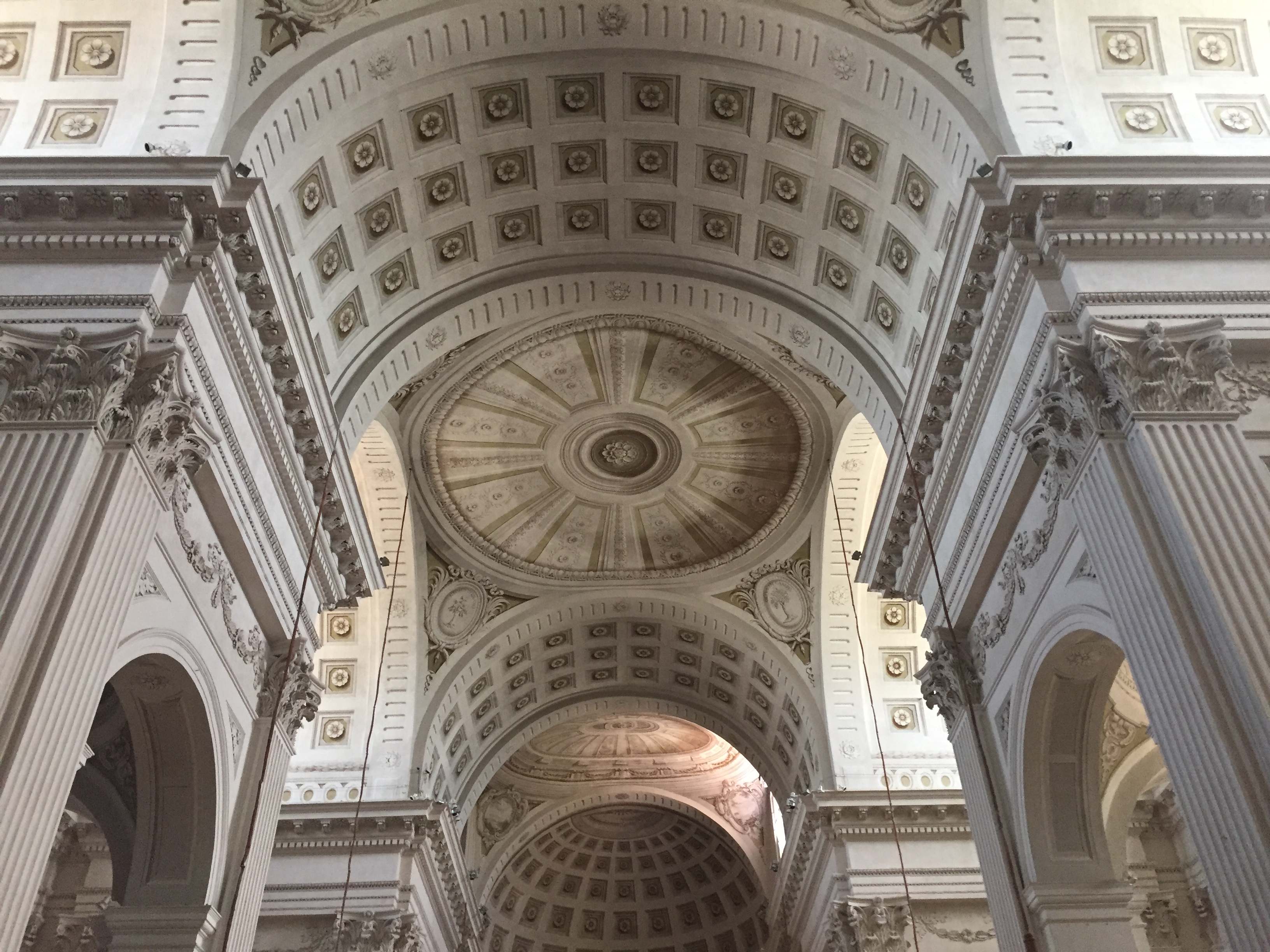
Le volte affrescate

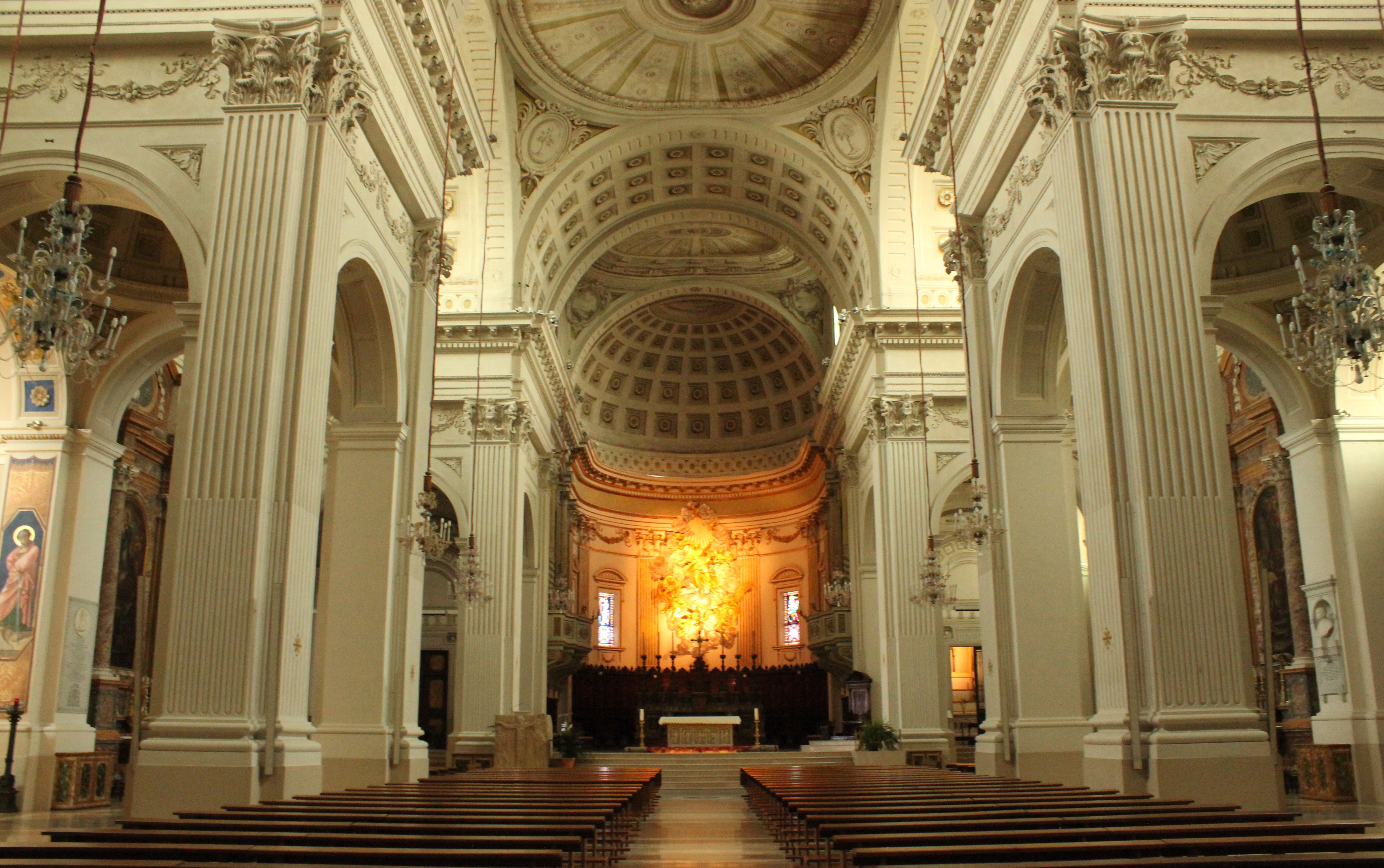
Veduta dell'interno

All'interno si accede attraverso un nartece, corrispondente alla prima campata delle cattedrale medievale, ove si conservano affreschi trecenteschi e il monumento funebre di Giovanni Visconti d'Oleggio, risalente al 1366.
L'interno della cattedrale, appare nella sua conformazione attuale, secondo la ricostruzione neoclassica operata da Cosimo Morelli alla fine del XVIII secolo.
La chiesa, illusoriamente, appare divisa in tre navate da tre avancorpi a loggia con archi a tutto sesto che si interpongono ai due transetti. La navata maggiore e i transetti sono coperti da volta a botte e cupole piatte affrescate a Trompe-l'œil; gli avancorpi sono coperti da cupolette, anch'esse affrescate in finte architetture cassettonate.
L'altare di San Luigi IX di Francia, oggi ornato dal dipinto del fermano Alessandro Ricci raffigurante San Luigi IX riceve la corona di spine dall'arcivescovo di Sens, aveva all'altare una tela del senese Alessandro Casolani con San Luigi IX di Francia oggi nella Chiesa di San Francesco di Ascoli Piceno.
Nel transetto destro è collocata una tavola con l'Annunziata, icona greco-bizantina databile all'XI secolo. 
All'altare della cappella del Sacramento è un Ciborio bronzeo di Girolamo Lombardo, del 1570-71, ed una tela con la Circoncisione, di Andrea Boscoli. 
La navata centrale termina con il profondo presbiterio, rialzato di alcuni gradini rispetto al resto della chiesa, riformato dopo il Concilio Vaticano II.  L'altare post conciliare è formato da un sarcofago paleocristiano del IV secolo. Il fronte si compone di quindici figure, realizzate con la tecnica dell'altorilievo, disposte con molta cura e precisione. Nella nicchia centrale il Cristo Logos riceve da Caino e Abele le primizie del frutto del loro lavoro. Le scene scolpite nelle due nicchie di sinistra fanno riferimento al miracolo di San Pietro che resuscita Tabita. Nella prima nicchia San Pietro accompagnato da un messo incontra le compagne di Tabita, nella seconda il Principe degli Apostoli stringe la mano della resuscitata. Nella prima nicchia di destra appaiono i Soldati a guardia della prigione di San Pietro. Nella seconda nicchia di destra l'Angelo tenendo per mano San Pietro lo porta via dal carcere.
Alle spalle dell'antico altare maggiore barocco, in marmi policromi, vi è il coro ligneo e al di sopra il grande gruppo scultoreo settecentesco dell'Assunzione di Maria in Cielo. Nel presbiterio rimane un frammento di mosaico pavimentale con Pavoni, risalente al V secolo e pertinente alla cattedrale paleocristiana. 
Nella settimana di Ferragosto l'Altare Maggiore viene adornato da una splendida tovaglia realizzata per la festività della Madonna Assunta in Cielo realizzata presso il Monastero delle Monache Benedettine di Fermo dal 1914 al 1917. Il ricamo raffigura la processione che ancora oggi si svolge in occasione delle manifestazioni della Cavalcata dell'Assunta. Nella processione le diverse contrade offrivano in dono alla Vergine i frutti del loro lavoro.

### Organi a canne

#### Organo Mascioni
Sulla cantoria nella parete sinistra dell'abside, entro un'apposita cassa lignea, si trova l'organo a canne Mascioni opus 322, costruito nel 1914 utilizzando parte del materiale fonico del precedente strumento, opera di Gaetano Callido. L'organo, restaurato nel 2003, è a trasmissione pneumatico-tubolare e la sua consolle ha due tastiere di 58 note ciascuna e pedaliera concava di 27 note. I registri sono in totale 20 con 1396 canne, delle quali 829 provenienti dallo strumento di Callido.

#### Organo Callido
Nel transetto, a pavimento, si trova l'organo a canne Callido opus 398, costruito nel 1803 per la chiesa dell'Angelo Custode e collocato nella cattedrale nel 2003, anno in cui è stato restaurato da Michael Formentelli. Lo strumento è a trasmissione integralmente meccanica sospesa, con un'unica tastiera di 47 note con prima ottava scavezza e pedaliera a leggio di 17 note con prima ottava scavezza.

### Cripta
La cripta del Duomo di Fermo, di origine duecentesca, venne rivestita di marmi nella veste attuale durante i lavori di ricostruzione di fine Settecento. I soffitti furono dipinti da Alessandro Ricci. È ricca di reliquie di santi e di opere d'arte, tra le quali è una tela con lo Sposalizio della Vergine, attribuita a Ubaldo Ricci, del 1698.